# Lambis scorpius
Lambis scorpius, common name the scorpion conch hoặc spider conch, là một loài ốc biển lớn, là động vật thân mềm chân bụng sống ở biển trong họ Strombidae, họ ốc nhảy.

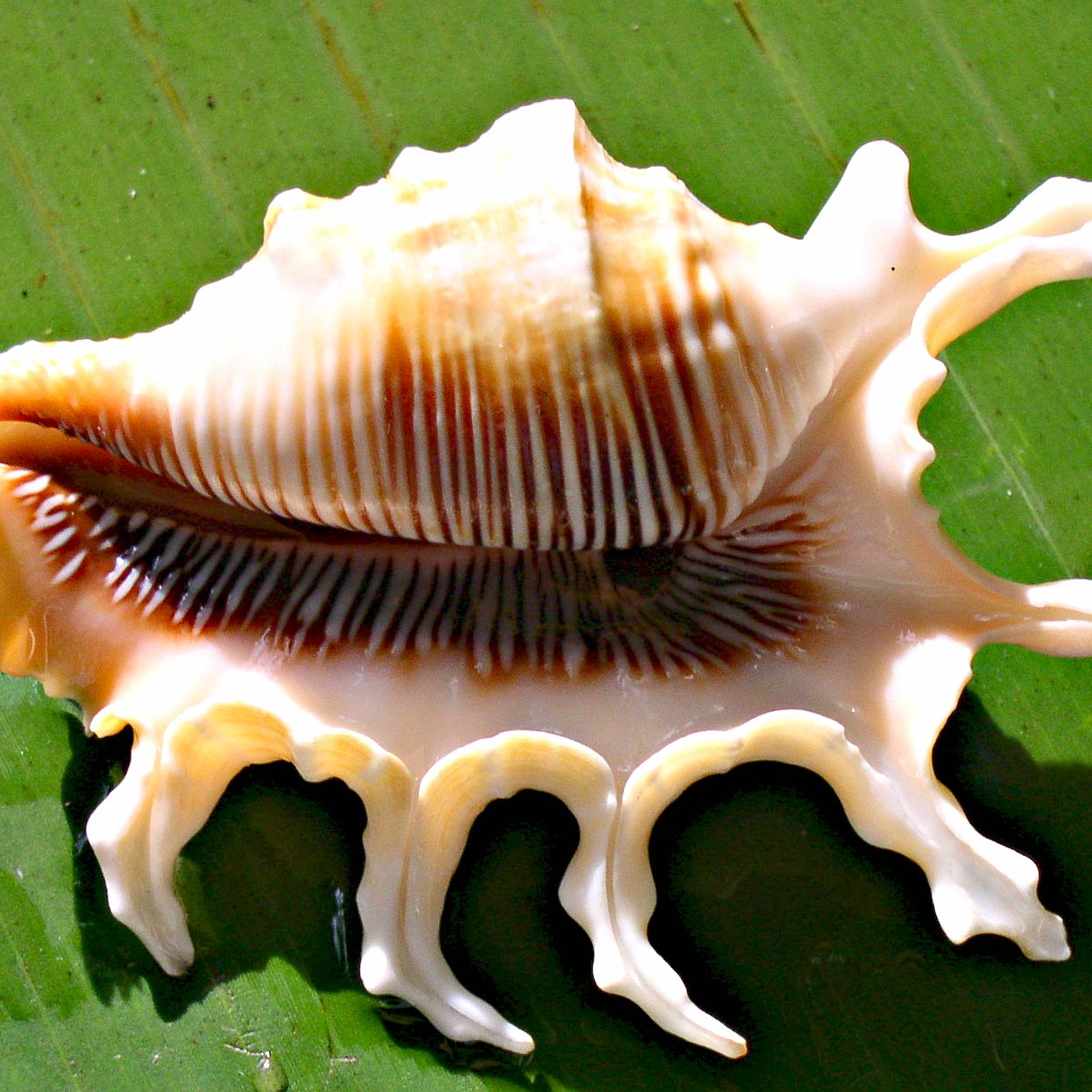
Detail of apertural view of the vỏ ốc Lambis scorpius scorpius.

## Hình ảnh

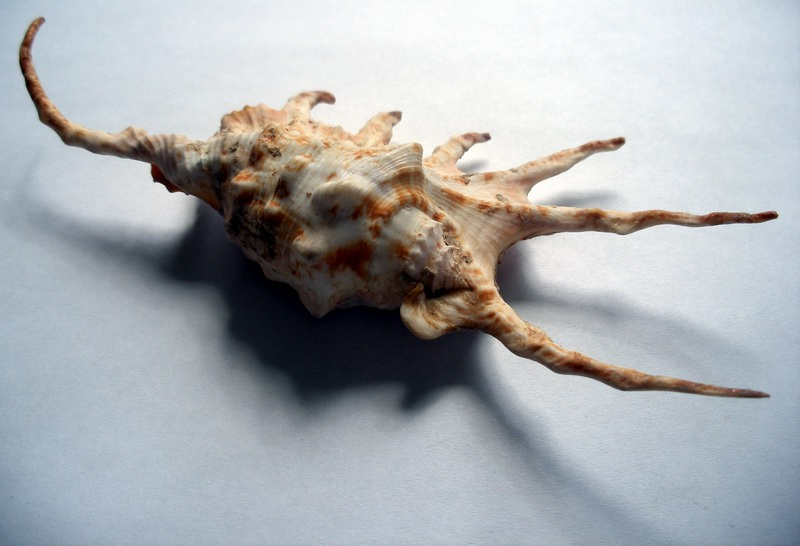
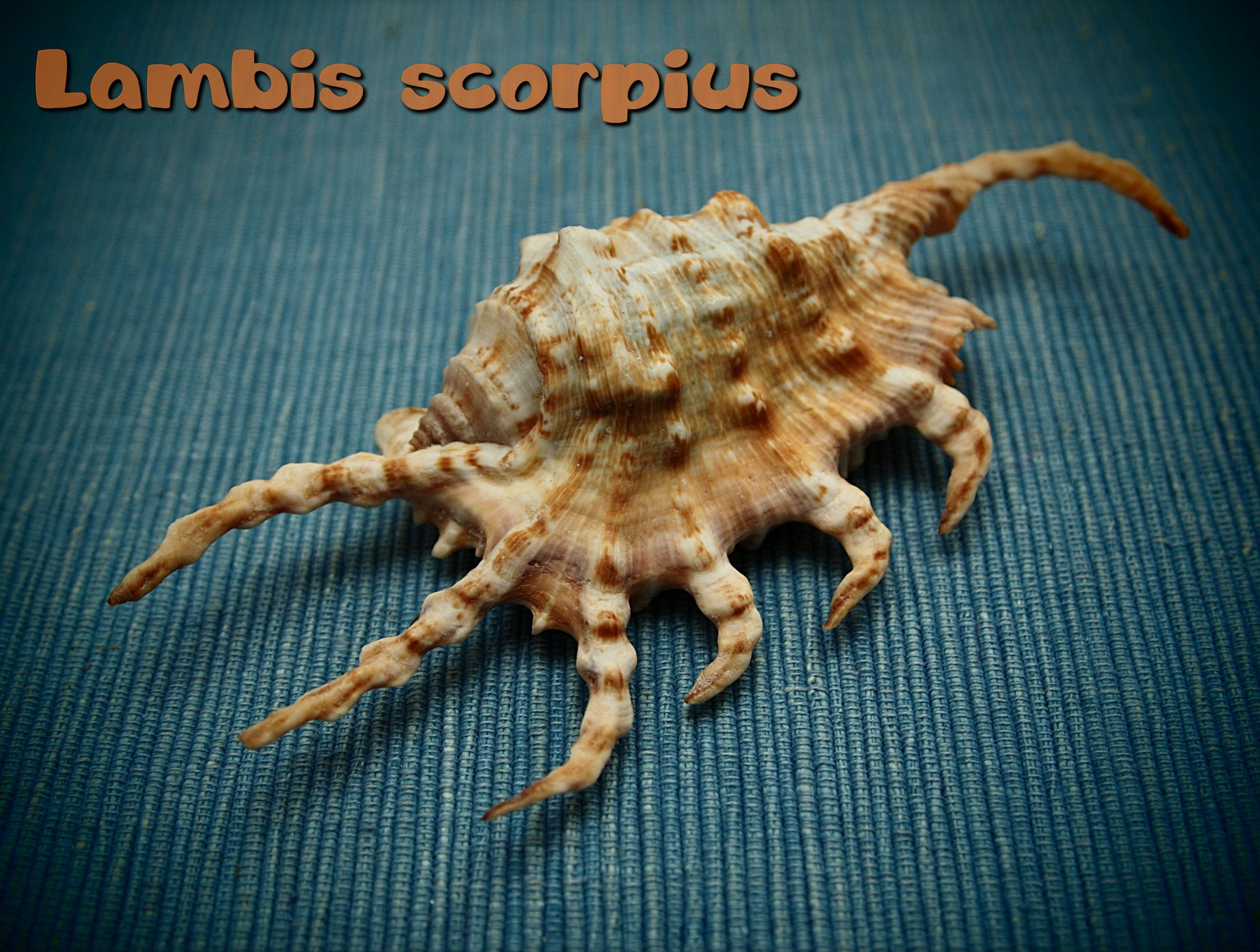
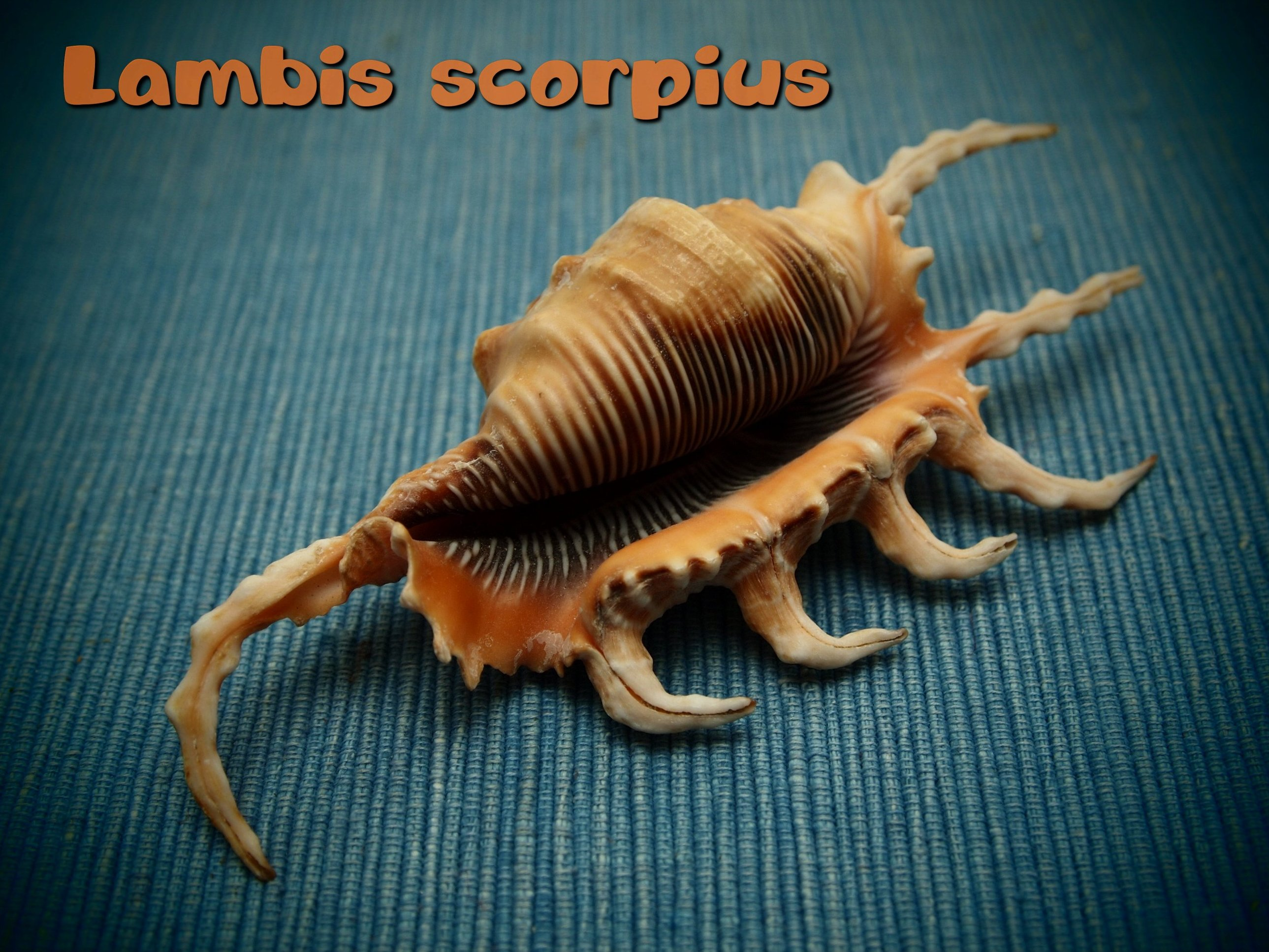
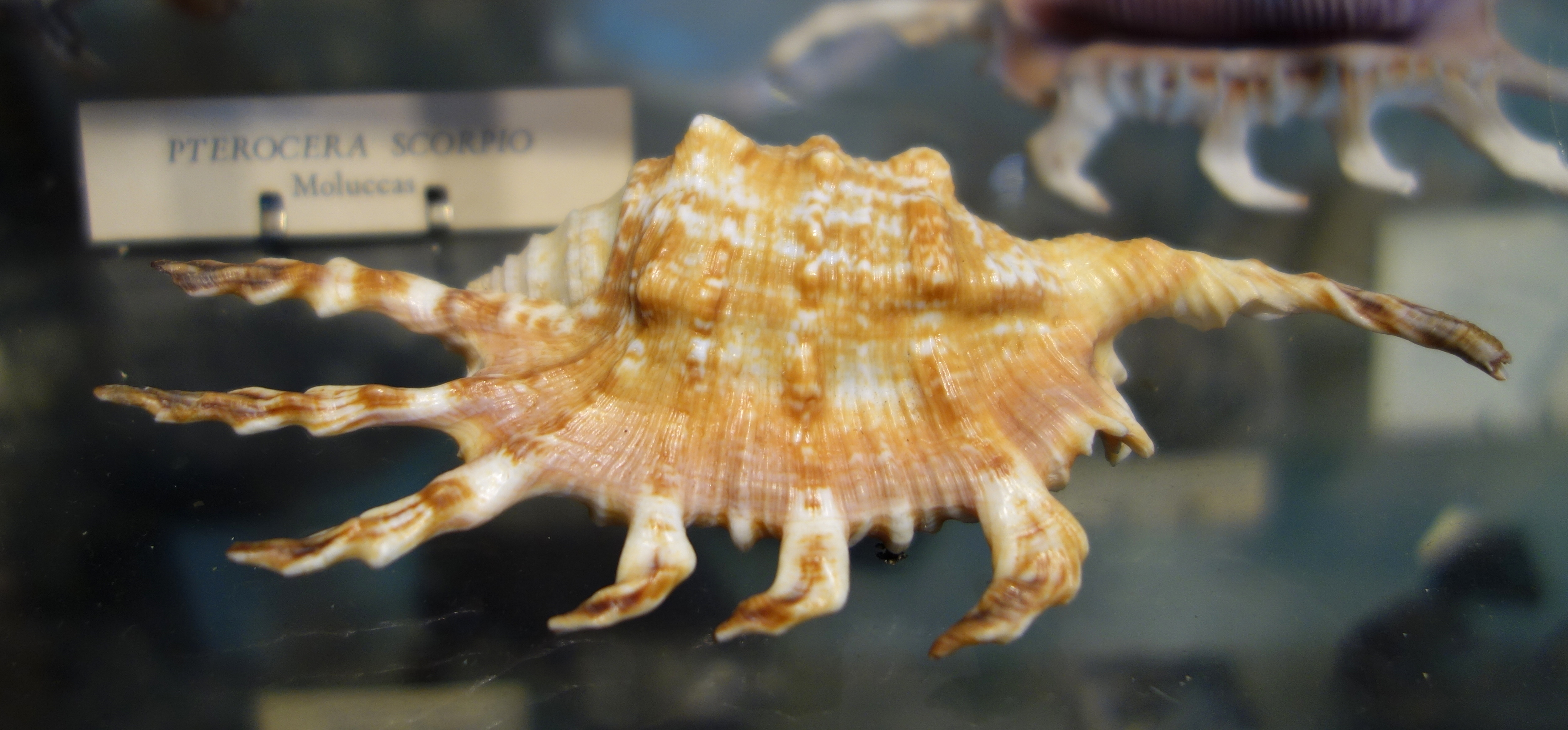